# Eva Lee
Eva Lee (chiń. upr. 李意恒; ur. 7 sierpnia 1986 w Hongkongu) – amerykańska badmintonistka chińskiego pochodzenia. Uczestniczka letnich igrzysk olimpijskich w Pekinie i Rio de Janeiro.
Zdobyła sześć medali igrzysk panamerykańskich w latach 2007-2015. Na igrzyskach w Rio de Janeiro wywalczyła złote medale w konkurencji gry pojedynczej oraz gry podwójnej (kobiet, a także mikstów), na igrzyskach w Guadalajarze wywalczyła srebrny medal w konkurencji gry podwójnej mikstów i brązowy medal w konkurencji gry podwójnej kobiet, a na igrzyskach w Toronto sięgnęła po złoty medal w konkurencji gry podwójnej kobiet.